# Kokia lanceolata
Kokia lanceolata é uma espécie extinta de angiospérmica da família das Malvaceae.
Apenas podia ser encontrada no Havaí.